# Acutisoma indistinctum
Acutisoma indistinctum is een hooiwagen uit de familie Gonyleptidae. De wetenschappelijke naam van Acutisoma indistinctum gaat terug op Mello-Leitão.